# Askolakulturen
Askolakulturen var en tidigare benämning på en äldre mesolitisk kultur i Finland.
Undersökta platser i Askola socken, Nyland, har givit namn åt kulturen. Fyndmaterialet bestod enbart av kvarts. Vanliga redskapsformer är skrapor, sticklar, borrar. Föremålen är  grovt formade men har vanligen fint retuscherade ytor. Luho daterade Askolakulturen genom fyndmaterialets utseende och genom strandlinjedatering.
Askolakulturen kallades den äldsta förkeramiska stenåldern i Askola i Borgå ådal.  Askolakulturen är känd endast genom kvartsföremål och beskrevs 1956 av Ville Luho. Han hade gjort ett flertal grävningar och dessutom studerat landhöjningen. På grundvalav sina landhöjningsdata ansåg Luho  att de representerade landets äldsta bosättning. Till fynden hör också kvartsbrottet Kopinkallio. Ari Siiriäinen bevisade 1981 att Luhos dateringar var fel.  Askolakulturen  är inget skede inom den mesolitiska stenåldern. Numera används benämningen inte inom finländsk arkeologi. Fynden kan tillskrivas den mesolitiska Suomusjärvikulturen. Askola anses numera vara en lokal variant av Suomusjärvikulturen.
Den stora norske lexikon skriver fortfarande: De eldste funnene er antagelig fra preborealtiden, 9500 år tilbake. Detta går tillbaka på Luhos dateringar. I norska arkeologiska årsskriften Viking år 2000 skriver Sven Erik Grydeland skriver om Luhos slutsatser om Askolakulturen Men vittgående slutsatser om uppkomst och vandringsvägar kom likaväl att göras. 1956 menade Ville Luho att han kunde se klara förbindelser mellan Komsakulturen och Askolakulturen i Finland. Och de hade troligen ett gemensamt ursprung i Mähren. På så sätt knöt han Komsakultutren till nordtysk sen Magdalénienkulturen - med Askola som förbindelseled. (översatt från norskan)
Luhos litiska analys har också kritiserats av senare forskare. Så menar Lennart Falk  i Historisk och förhistorisk kvartsbrytning i Norrland att många av Ville Luhos redskap är naturliga brytämnen då man bryter kvarts och inga egentliga redskap. Luho överförde analyser av flinta på tyska paleolitiska grävningar i Tyskland till kvarts men materialen är så olika att det inte går att göra och därför blir slutsatserna om likheter felaktiga. 